# Rothschildia belus
Rothschildia belus is een vlinder uit de onderfamilie Saturniinae van de familie nachtpauwogen (Saturniidae).
De wetenschappelijke naam van de soort is, als Attacus belus, voor het eerst geldig gepubliceerd door J. Peter Maassen & Gustav Weymer in 1873.